# 2e étape du Tour d'Italie 2010
Pour un article plus général, voir Tour d'Italie 2010.
La 2e étape du Tour d'Italie 2010 s'est déroulée le dimanche 9 mai 2010 entre Amsterdam et Utrecht sur 210 kilomètres. Elle a été remportée par l'Américain Tyler Farrar (Garmin-Transitions), qui devance au sprint l'Australien Matthew Goss (Team HTC-Columbia) et l'Italien Fabio Sabatini (Liquigas-Doimo).

## Profil de l'étape
Cette étape est relativement longue, 210 kilomètres, mais très plate. C'est donc une étape destinée aux purs sprinters. Le parcours compte seulement deux côtes répertoriées au Grand prix de la montagne en 3e catégorie.

## La course
Mauro Facci (Quick Step), Rick Flens (Rabobank), Stefano Pirazzi (Colnago-CSF Inox) et Paul Voss (Team Milram) s'échappent en début d'étape. Leur avance culmine à six minutes à 52 km de l'arrivée. Pirazzi et Voss passent en tête des deux côtes de l'étape.
Alors que le peloton, emmené par Team Sky, Astana et Team HTC-Columbia, réduit son retard, plusieurs chutes surviennent. Le maillot rose Bradley Wiggins (Team Sky) tombe puis reprend place dans le peloton. Martin Kohler (BMC Racing) chute également et abandonne la course. Les échappés sont repris, après deux attaques solitaires de Paul Voss et de Rick Flens, à 24 km de l'arrivée.
À 7,2 km, une chute massive survient dans le peloton. Le peloton de tête n'est plus composé que d'une soixantaine de coureurs. Il est suivi par un deuxième peloton d'une centaine de coureurs, comprenant notamment Damiano Cunego, Gilberto Simoni (Lampre-Farnese Vini), Carlos Sastre (Cervélo TestTeam), David Moncoutié (Cofidis) et Domenico Pozzovivo (Colnago-CSF Inox).
Le premier groupe se dispute l'arrivée au sprint. Tyler Farrar (Garmin-Transitions), qui bénéficie du service de ses coéquipiers David Millar, Murilo Fischer et Julian Dean, remporte l'étape devant Matthew Goss (Team HTC-Columbia) et Fabio Sabatini (Liquigas-Doimo).
Bradley Wiggins arrive dans le peloton avec 37 secondes de retard. Brent Bookwalter (BMC Racing), deuxième du classement général au départ de l'étape, figure également dans ce groupe. Cadel Evans (BMC Racing) s'empare par conséquent du maillot rose. Tyler Farrar prend le maillot rouge du classement par points. Paul Voss et Stefano Pirazzi compte autant de points au classement de la montagne. Le maillot est attribué à Voss en raison de son meilleur classement général,.

## Classement de l'étape
|    | Coureur             | Pays             | Équipe              |    | Temps           |
| -- | ------------------- | ---------------- | ------------------- | -- | --------------- |
| 1  | Tyler Farrar        | États-Unis       | Garmin-Transitions  | en | 4 h 56 min 46 s |
| 2  | Matthew Goss        | Australie        | Team HTC-Columbia   | +  | m.t.            |
| 3  | Fabio Sabatini      | Italie           | Liquigas-Doimo      |    | m.t.            |
| 4  | André Greipel       | Allemagne        | Team HTC-Columbia   |    | m.t.            |
| 5  | Alessandro Petacchi | Italie           | Lampre-Farnese Vini |    | m.t.            |
| 6  | Chris Sutton        | Australie        | Team Sky            |    | m.t.            |
| 7  | Robbie McEwen       | Australie        | Team Katusha        |    | m.t.            |
| 8  | Graeme Brown        | Australie        | Rabobank            |    | m.t.            |
| 9  | Julian Dean         | Nouvelle-Zélande | Garmin-Transitions  |    | m.t.            |
| 10 | Sacha Modolo        | Italie           | Colnago-CSF Inox    |    | m.t.            |

## Classement général

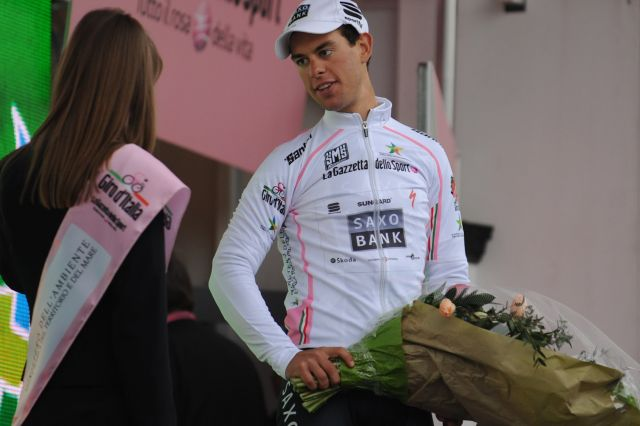
Richie Porte est le meilleur jeune à l'issue de cette étape.

|    | Coureur              | Pays        | Équipe             |    | Temps         |
| -- | -------------------- | ----------- | ------------------ | -- | ------------- |
| 1  | Cadel Evans          | Australie   | BMC Racing         | en | 5 h 7 min 9 s |
| 2  | Tyler Farrar         | États-Unis  | Garmin-Transitions |    | 1 s           |
| 3  | Alexandre Vinokourov | Kazakhstan  | Astana             |    | 3 s           |
| 4  | Richie Porte         | Australie   | Team Saxo Bank     |    | 3 s           |
| 5  | David Millar         | Royaume-Uni | Garmin-Transitions |    | 4 s           |
| 6  | Jos van Emden        | Pays-Bas    | Rabobank           |    | 7 s           |
| 7  | Vincenzo Nibali      | Italie      | Liquigas-Doimo     |    | 8 s           |
| 8  | Tom Stamsnijder      | Pays-Bas    | Rabobank           |    | 9 s           |
| 9  | Marcel Sieberg       | Allemagne   | Team HTC-Columbia  |    | 10 s          |
| 10 | Matthew Goss         | Australie   | Team HTC-Columbia  |    | 13 s          |

## Abandon
- Martin Kohler (BMC Racing)